# Eleonora av Kastilien, drottning av Navarra

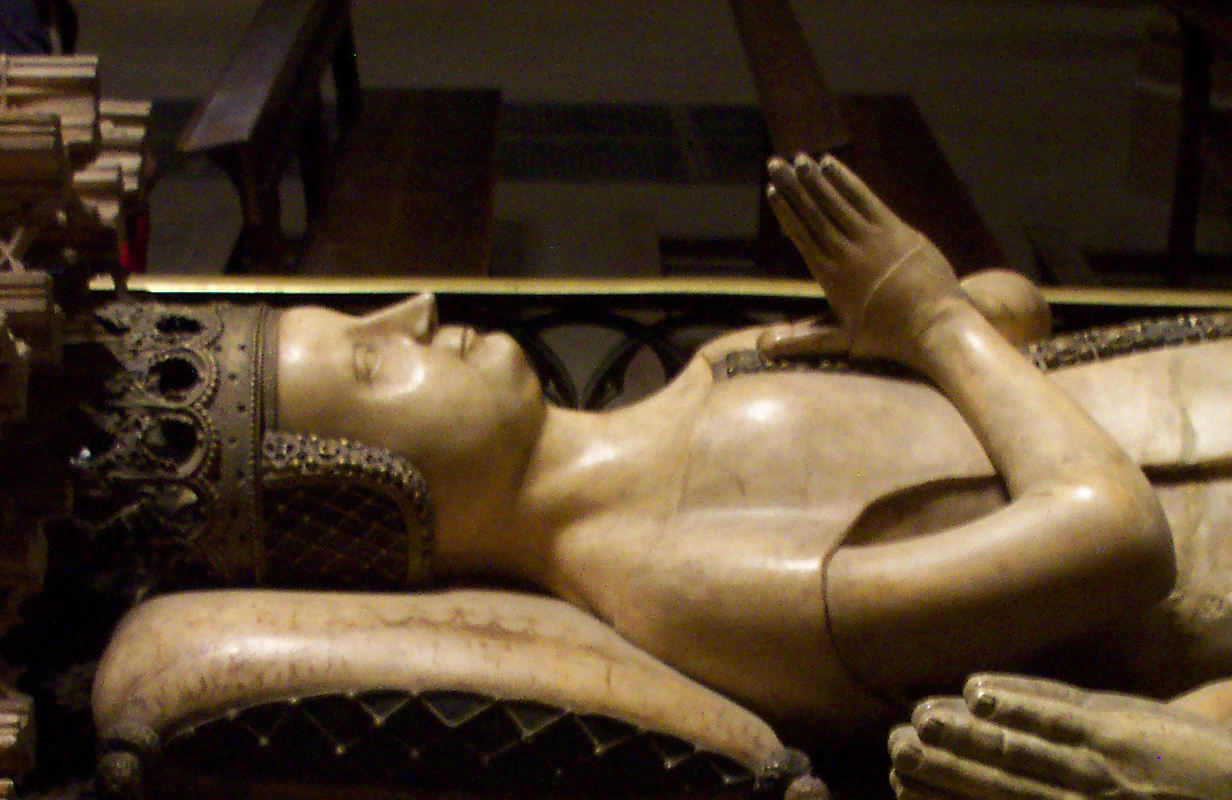
Eleonora av Kastilien

Eleonora av Kastilien, född 1350, död 1416 i Olite, var en drottning av Navarra; gift 1375 med kung Karl III av Navarra. Hon var ställföreträdande regent i Navarra under makens frånvaro i Frankrike åren 1397–1398, 1403–1406 och 1409–1411. 

## Biografi
Eleonora var dotter till kung Henrik II av Kastilien och Juana Manuel. Hennes far störtade sin bror Peter I av Kastilien från tronen och blev kung 1369. Hennes äktenskap blev genast ett redskap för att säkra sin fars maktinnehav. Eleonora trolovades 1371 med Ferdinand I av Portugal, men trolovningen fullföljdes inte.
I fredsfördraget mellan Kastilien och Navarra i San Vicente i augusti 1373 trolovades Eleonora med kronprins Karl av Navarra. I september ägde trolovningen rum i Burgos i närvaro av Karl. I april 1375 förklarades Eleonoras framtida barn som tronarvingar i Kastilien i den händelse hennes bror skulle dö barnlös, och 27 maj ägde vigseln rum i Soria.

### Kronprinsessa
Paret vistades ofta i Kastilien under de första åren av sitt äktenskap.  
1377 inledde den engelska tronpretendenten till Kastiliens tron, John de Lancaster förhandlingar med Aragonien och Navarra för en eventuell aktion mot Kastilien. Karl II av Navarra skickade därför sin son, Eleonoras make, till Paris med komprometterande instruktioner om kontakter med England; han tog farväl av sin hustru i Valladolid i april månad 1377. Den diplomatiska beskickningen avslutades i mars 1378 med Frankrikes skandalösa upptäckt av de komprometterande dokumenten, avrättningen av några medlemmar av ambassaden och fängslandet av den navarresiska arvtagaren i Paris i mer än tre år. Den kastilianska reaktionen på Navarra var en hård bestraffningskampanj.
När väl freden återställts 1379, gick Eleanor i förbön med sin bror, kung av Kastilien sedan maj 1379, för att begära frigivning av sin man från Frankrike. Hennes make frigavs i oktober 1381. Paret bodde sedan i Kastilien i ytterligare fem år. 

### Drottning
Den 1 januari 1387 avled Karl II av Navarra och efterträddes av sin son Karl III, vilket gjorde Eleonora till drottning. Eleonora bosatte sig då för första gången i Navarra sedan sitt giftermål tolv år tidigare; hon hade tidigare bara gjort kortare besök där. Hon trivdes dåligt i Navarra, där hon en lång tid var sjuk och där hennes make hade en mätress, María Miguel de Esparza, närvarade vid hovet, som han fått en son med.

#### Separation
I februari 1388 förhandlade Johan I av Kastilien i Arnedo med franska diplomater om att vidta försvarsåtgärder i Engelska kanalen, medan hans ambassadörer i Bayonne förhandlade om villkoren för vad som skulle bli det definitiva avtalet med John av Lancaster. Karl III erbjöd sin medling i dessa förhandlingar genom biskopen av Dax, och Eleonora följde med sin make till mötet med sin bror i Calahorra den 9 februari. Efter mötet förebar hon hälsoproblem för att följa med sin bror tillbaka till Kastilien snarare än att återvände till sin makes rike Navarra.
Eleonora förklarade själv för sin bror, när han i april 1390 bad henne att återvända till Navarra på begäran av Navarras ambassadörer Ramiro de Arellano och Martín de Aibar, att det fanns tre skäl som hade fått henne att överge sin man och sitt kungarike: hon och hennes kastilianska följe hade tagits dåligt emot i Navarra; hon erhöll inte den inkomst som hade tilldelats henne; och under hennes sjukdom gjordes ett försök till förgiftning av den kungliga läkaren - hon anklagade inte sin man för att ha deltagit i mordprojektet, utan för vårdslöshet sedan han hade negligerat att utreda hennes klagomål. Hon fruktade för sin säkerhet med tanke på de fiender hon hade, och den information de förmedlade till hennes man. Huruvida dess anklagelser var sanna är okända, men det är bekräftat att hon var sjuk under sin vistelse i Navarra och pantsatte ägodelar där. Hon ställde ett antal krav som villkor att återvända, vilka avvisades av sändebuden, som slutligen gick med på att hon fick stanna i Kastilien på villkor att hon utlämnade sin dotter Juana (som var tronarvinge vid denna tidpunkt), vilket hon gick med på.
I oktober 1390 avled hennes bror Johan I. Kampen om makten under hennes brorson Henrik III:s minderårighet resulterade i att en förmyndarregering tog makten, dominerad av adliga magnater, bland andra av Eleonora och hennes halvbröder Fadrique, hertig av Benavente och Alfonso, greve av Noreña; hennes kusin Pedro Enríquez (son till tvillingbrodern till Enrique II), greve av Trastamara, och Alfonso de Aragón, en sonson till Jaime II av Aragón, markis av Villena; tillsammans med dem Juan García Manrique, ärkebiskop av Santiago, rival till Pedro Tenorio, ärkebiskop av Toledo, som, med stöd av hovadeln, förespråkade uppfyllandet av Johan I:s testamente. 
Eleonora var en ledande figur i detta adelsparti, som ville förhindra att Cortes tog makten; den försökte behålla sin enhet, övertygad om att om den splittrades, skulle den ersättas av Cortes i maktutövningen. Partiet led dock av svåra inre slitningar. I augusti 1391 skulle Cortes sammankallas i Burgos. Bara några veckor senare fanns två arméer i Valladolid och Arevalo, och inbördeskrig hotade att utbryta. Eleonora lyckades med intensiva förhandlingar förhindra stridigheter. Hon var arkitekten för den så kallade Concordia de Perales (29 augusti), som ledde till upplösningen av förmyndarregeringen och fastställde giltigheten av Johan I:s testamente med vissa modifieringar, vilket gav kontrollen till den höga adeln. Ärkebiskopen av Compostela motsatte sig den överenskommelsen, för vilken Eleonora kämpade med hjälp av hertigen av Benavente och greven av Trastamara. 
I augusti 1393 förklarades Henrik III myndig. Medlemmarna av Eleonoras parti av adliga magnater beviljades dock kompensation, och själv tillerkändes hon en ökning med 400 000 maravedís, tillsammans med förläningarna Roa, Sepúlveda, Madrigal och Arévalo. Eleonora och hennes magnatparti ville förhindra att makten gled dem ur händerna, och Eleonora sammankallade magnatpartiet i februari 1394 i Puebla de Lillo. Tillsammans formade de Lillo-ligan för adelns rättigheter mot hennes brorson Henrik III. Mitt i förhandlingarna mellan kungen och högadeln, som ägde rum under hela våren 1394, anlände Navarras ambassadörer till Kastilien för att än en gång kräva att drottningen av Navarra skulle återvända. Eleonora ställde vissa krav för hennes återvändande, vilka beviljades, och Karl III svor de kastilianska sändebuden att inte orsaka henne någon skada. Under tiden slog Henrik III ned högadelns parti Kastilien, och greven av Trastamara lämnade hovet och tog sin tillflykt till Roa tillsammans med Eleonora, som begärde skydd av Cortes. Eleonora bad offentligt sin brorson kungen, över Roas murar, att inte utvisa henne till Navarra, men hon greps och överlämnades till sin make vid gränsen i mars 1395, och avslutade därmed mer än sju års separation.

#### Åter i Navarra
Eleonora tycks denna gång finna sig mer tillrätta i Navarra. Hennes relation till Karl III tycks ha varit god, och paret fick flera barn efter sin återförening. Hon kröntes slutligen till drottning i juni 1403. Hon utnämndes till ställföreträdande regent och utövade rikets regering under makens frånvaro i Frankrike åren 1397-1398, 1403-1406 och 1409-1411.
Under de första dagarna av 1411 flydde Fadrique Enríquez från sitt kastilianska fängelse, till Navarra för att ta sin tillflykt hos sin halvsyster drottningen. En kastiliansk ambassad protesterade mot vad den ansåg vara ett brott mot utlämningsavtalet som undertecknades 1388; Karl III, som just hade återvänt till Navarra, erkände den kastilianska protesten, men förklarade att han tänkte hålla sig utanför saken, och Eleonora gav sin halvbror asyl. Fadrique överlämnades till Kastilien i augusti 1414, efter att ha fått garantier om god behandling; han dog utan att återfå friheten.
Några månader senare dog Eleonora i Olite, den 27 februari 1415. Hon begravdes i katedralen i Pamplona två dagar senare.